# Simeon Chamow
Simeon Chamow, auch Simeon Chamov (bulgarisch Симеон Чамов; * 24. Dezember 1990 in Jambol) ist ein bulgarischer Boxer im Weltergewicht und Olympiateilnehmer von 2016.

## Karriere
Simeon Chamow ist unter anderem bulgarischer U22-Meister 2012 sowie bulgarischer Meister 2013 und 2014. Sein größter Erfolg als Jugendlicher war der Gewinn der Silbermedaille bei den Kadetten-Europameisterschaften 2006 in Tirana.
Bei den Weltmeisterschaften 2009 in Mailand schied er im ersten Kampf gegen Maxim Ignatiew aus. Die U22-Europameisterschaften 2012 in Kaliningrad beendete er im Viertelfinale nach einer Niederlage gegen Saal Kwatschatadse.
Bei den Europameisterschaften 2013 in Minsk besiegte er Eimantas Stanionis, ehe er im zweiten Kampf gegen Youba Sissokho unterlag. Zudem startete er noch bei den Weltmeisterschaften 2013 in Almaty. Dort besiegte er Allan Mahfoud und Roberto Queiroz, schied aber dann gegen Araik Marutjan aus.
2014 gewann er die EU-Meisterschaften in Sofia durch Siege gegen Hüseyin Karslıoğlu, John Joyce, Souleymane Cissokho und Eimantas Stanionis. Daraufhin nahm er auch an den Europameisterschaften 2015 in Samokow teil, wo er gegen Ahmed Džananović und Gela Abashidze das Viertelfinale erreichte und diesmal gegen Eimantas Stanionis ausschied. Bei den Europaspielen 2015 in Baku verlor er gegen Jaroslaw Samofalow.
Bei der europäischen Olympiaqualifikation 2016 in Trabzon unterlag er im ersten Kampf gegen Tamerlan Abdullajew mit 12:12+, weshalb er noch bei der weltweiten Qualifikation in Baku antrat. Dort schlug er Lyndell Marcellin, Mohamed Elabdoulli und diesmal auch Jaroslaw Samofalow, schied im Viertelfinale gegen Souleymane Cissokho aus und konnte sich noch für die Olympischen Spiele 2016 in Rio de Janeiro qualifizieren, da Cissokho das Turnier gewinnen konnte. Bei den Olympischen Spielen bezwang er in der Vorrunde Onur Şipal und schied im Achtelfinale gegen Sailom Adi aus.
Im Achtelfinale der Europameisterschaften 2017 in Charkiw verlor er gegen Pərviz Bağırov und verpasste damit die Qualifikation zur Teilnahme an den Weltmeisterschaften 2017.